# Baie-Sainte-Anne
Pour les articles homonymes, voir Sainte-Anne.
Baie-Sainte-Anne est un village du comté de Northumberland, à l'est de la province canadienne du Nouveau-Brunswick. Le village a le statut de DSL. Dans le cadre de la réforme de la gouvernance locale du 1er janvier 2023, le DSL a été annexé au district rural de Kent.

## Géographie
Le village est situé au fond de la baie Sainte-Anne, autrement dit l'extrémité sud-est de l'estuaire de la rivière Miramichi.
Le terrain est relativement plat. Il est principalement couvert de forêts. Au sud s'étend le Grand Mocauque Rond, une vaste tourbière.
Le principal cours d'eau est la rivière à l'Anguille, qui se déverse dans la baie Sainte-Anne à l'ouest du village, entre la pointe des Prés et la pointe au Sable. Une autre rivière importante est la rivière du Portage, qui se jette en rive droite de la première. Il y a aussi des ruisseaux peu importants, tel que le ruisseau Nadeau et Meadow.
Au nord du village, l'île Fox protège la baie du golfe du Saint-Laurent. Entre elle et la plage Preston, une partie du continent, se trouve la ravine Huckleberry. Près de la ravine se trouve une petite île, l'île Huckleberry. Au sud de la plage Preston se trouve un bras de la baie-Sainte-Anne, l'anse McLean's.
Il y a trois principaux quartiers. À l'ouest se trouve Eel River Bridge, Pont-de-la-Rivière-à-l'Anguille en français. Ce quartier s'élève de chaque côté de la rivière à l'Anguille. Ensuite, Manuels s'étend sur les deux rives de la rivière du Portage. Directement à l'est se trouve Baie-Sainte-Anne, où l'on retrouve les services et la plupart des résidences. Quelques centaines de mètres à l'est, il y a également un quartier étant une continuation d'Escuminac. Dans les terres se trouve le hameau de Hardwood Settlement, Village-Hardwood en français.
Baie-Sainte-Anne est généralement considérée comme faisant partie de l'Acadie.

### Géologie
Le sous-sol de Baie-Sainte-Anne est composé principalement de roches sédimentaires du groupe de Pictou datant du Pennsylvanien (entre 300 et 311 millions d'années).

## Histoire
Provinces-Unies (1674-1677)

 Royaume de France (1677-1690)

 Royaume d'Angleterre (1690-1692)

 Royaume de France (1692-1763)

 Royaume de Grande-Bretagne (1763-1801)

 Royaume-Uni de Grande-Bretagne et d'Irlande (1801-1867)

Baie-Sainte-Anne est situé dans le territoire historique des Micmacs, plus précisément dans le district de Sigenigteoag, qui comprend l'actuel côte Est du Nouveau-Brunswick, jusqu'à la baie de Fundy.
Selon R. Cooney, le village acadien de Baie-du-Vin aurait été fondé en 1672 ou 1673 mais une carte de 1660 indique déjà un établissement à cet endroit. Les archéologues ont en fait découvert plusieurs traces d'établissement sur la rive sud de la baie, datant pour la plupart d'après le début de la Déportation des Acadiens, en 1755.
Le 6 octobre 1789, Joseph Tibido, John Eber, Peter Blauson, Benjamin Blauson, Paul Doucette, Villeroy Doucette et Baptiste Blauson reçurent des terres pour fonder un village.
En 1825, Baie-Sainte-Anne est touchée par les Grands feux de la Miramichi, qui dévastent entre 10 000 km2 et 20 000 km2 dans le centre et le nord-est de la province et tuent en tout plus de 280 personnes,.
Une première école ouvre ses portes vers les années 1880.
La Caisse populaire de Baie-Sainte-Anne est fondée en 1938. Une école comptant des fondations et une fournaise est construite en 1948.
Le 19 juin 1959, le Désastre d'Escuminac dévaste une flottille de pêche près du village. Plusieurs pêcheurs de Baie-Sainte-Anne, Escuminac (Nouveau-Brunswick) et Hardwicke y perdent la vie.
L'école régionale est inaugurée en 1961. Le nouveau bâtiment ouvre ses portes le 16 mai 1982.

## Démographie
(juillet 2016).
D'après le recensement de Statistique Canada, il y avait 1510 habitants en 2006, comparativement à 1600 en 2001, soit une baisse de 5,6 %. Le village compte 638 logements privés dont 601 occupés par des résidents habituels. Baie-Sainte-Anne a une superficie de 28,26 km2 et une densité de population de 53,4 habitants au km² .
| 2001  | 2006  | 2011  | 2016  |
| ----- | ----- | ----- | ----- |
| 1 600 | 1 510 | 1 387 | 1 319 |

| 2021  | - | - | - |
| ----- | - | - | - |
| 1 252 | - | - | - |

## Administration

### Comité consultatif
En tant que district de services locaux, Baie-Sainte-Anne est administré directement par le Ministère des Gouvernements locaux du Nouveau-Brunswick, secondé par un comité consultatif élu composé de cinq membres dont un président.

### Commission de services régionaux
Baie-Sainte-Anne fait partie de la Région 5, une commission de services régionaux (CSR) devant commencer officiellement ses activités le 1er janvier 2013. Contrairement aux municipalités, les DSL sont représentés au conseil par un nombre de représentants proportionnel à leur population et leur assiette fiscale. Ces représentants sont élus par les présidents des DSL mais sont nommés par le gouvernement s'il n'y a pas assez de présidents en fonction. Les services obligatoirement offerts par les CSR sont l'aménagement régional, l'aménagement local dans le cas des DSL, la gestion des déchets solides, la planification des mesures d'urgence ainsi que la collaboration en matière de services de police, la planification et le partage des coûts des infrastructures régionales de sport, de loisirs et de culture; d'autres services pourraient s'ajouter à cette liste.

### Représentation et tendances politiques
Nouveau-Brunswick: Baie-Sainte-Anne fait partie de la circonscription provinciale de Miramichi—Baie-du-Vin, qui est représentée à l'Assemblée législative du Nouveau-Brunswick par Bill Fraser, du Parti libéral. Il fut élu en 2006 et réélu en 2010.
 Canada: Baie-Sainte-Anne fait partie de la circonscription électorale fédérale de Miramichi, qui est représentée à la Chambre des communes du Canada par Tilly O'Neill-Gordon, du Parti conservateur. Elle fut élue lors de la 40e élection fédérale, en 2008.

## Économie
Entreprise Miramichi, membre du Réseau Entreprise, a la responsabilité du développement économique.
Une usine faisant la transformation du homard et d'une variété de poisson emploie environ 200 personnes. L'exploitation de la tourbe est également importante dans l'économie locale.
La Caisse populaire de Baie-Sainte-Anne compte 2 500 membres et a un actif de plus de 18 millions $.

## Vivre à Baie-Sainte-Anne
Baie-Sainte-Anne est desservi par la route 117.
L'école régionale de Baie-Sainte-Anne accueille les élèves de la maternelle à la 12e année provenant des villages environnants. C'est une école publique francophone faisant partie du district scolaire #11.
Le village possède également plusieurs églises, un aréna, un bureau de poste, des commerces, un centre médical public et un centre communautaire. Il n'y a pas de bibliothèque, mais un bibliobus passe au village une à deux fois par mois. 
Baie-Sainte-Anne possède aussi un poste d'Ambulance Nouveau-Brunswick et une caserne de pompiers.
La ville possède un poste de la Gendarmerie royale du Canada. Il dépend du district 5, dont le bureau principal est situé à Richibouctou.
L'église Sainte-Anne est une église catholique romaine faisant partie de l'archidiocèse de Moncton.
Les francophones bénéficient du quotidien L'Acadie nouvelle, publié à Caraquet, ainsi que de l'hebdomadaire L'Étoile, de Dieppe. Les anglophones bénéficient quant à eux du quotidien Telegraph-Journal, publié à Saint-Jean et de l'hebdomadaire Miramichi Leader, publié à Miramichi.

## Culture et patrimoine
Il y a un petit musée consacré à Yvon Durelle.
Chaque année, il y a la Bénédiction des bateaux, une tradition dans plusieurs endroits de la région, où le prêtre bénit les bateaux de pêche, décorés pour l'occasion.
Un autre événement annuel est le festival de Fruits de mer.

## Personnalités
- Yvon Durelle (1929-2007), boxeur professionnel, né à Baie-Sainte-Anne ;
- Aurel Schofield, médecin et professeur, membre de l'ordre des francophones d'Amérique ;
- Camille Thériault (1955- ), ancien premier ministre du Nouveau-Brunswick, né à Baie-Sainte-Anne ;
- Norbert Thériault (1921-2016), homme politique, né à Baie-Sainte-Anne.